# Rockin’ Robin
A Rockin’ Robin című dal az amerikai Michael Jackson 1972. február 17-én megjelent kislemeze Got to Be There című első stúdióalbumáról. A dal a Cash Box lista 1. helyéig jutott. Mindkét Billboard-listán 2. helyezést érte el, mivel Roberta Flack The First Time Ever I Saw Your Face című dala megelőzte.

## A dal eredete
A Rockin’ Robin – eredetileg Rock-In Robin – a Class Records kiadásában megjelent 1958-as dal, melyet Leon René írt és Bobby Day adott elő. A dal Day legnagyobb slágere volt, mely 1. helyezést ért el a Billboard Rhythm & Blues listáján.

## Megjelenések
7"  Ausztrália Tamla Motown – TMO-9855
- A Rockin' Robin Producer – Jerry Marcellino, Mel Larson, Written-By – J. Thomas* 2:30
- B Love Is Here And Now You're Gone Producer – Hal Davis, Written-By – B. Holland, L. Dozier, E. Holland*  2:51

## Slágerlista
| Slágerlista (1972)                                            | Legjobb helyezés |
| ------------------------------------------------------------- | ---------------- |
| Ausztrália (Go-Set National Top 40)                           | 23               |
| Ausztrália (Kent Music Report)                                | 16               |
| Kanada Top Singles (RPM)                                      | 13               |
| Írország (IRMA)                                               | 16               |
| Egyesült Királyság (Official Charts Company)                  | 3                |
| Amerikai Egyesült Államok Billboard Best Selling Soul Singles | 2                |
| Amerikai Egyesült Államok Billboard Hot 100                   | 2                |